# Крістіан Браун
Крістіан Готтліб Браун (нім. Christian Gottlieb Braun; 8 лютого 1920, Тюбінген — 1 січня 1987, Тюбінген) — німецький офіцер, лейтенант резерву вермахту (1 грудня 1944). Кавалер Лицарського хреста Залізного хреста з дубовим листям.

## Біографія
В грудні 1939 року призваний у вермахт і зарахований в 308-й піхотний полк 198-ї піхотної дивізії. Учасник Данської, Французької і Балканської кампаній, а також Німецько-радянської війни, командир кулеметного взводу 8-ї роти свого полку. Відзначився у боях в Черкаському котлі (1944). З липня 1944 року воював у Франції. В травні 1945 року здався американським військам.

## Нагороди
- Залізний хрест
  - 2-го класу (12 вересня 1941)
  - 1-го класу (5 жовтня 1941)
- Штурмовий піхотний знак в сріблі
- Німецький хрест в золоті (26 червня 1942)
- Медаль «За зимову кампанію на Сході 1941/42»
- Почесна застібка на орденську стрічку для Сухопутних військ (7 серпня 1943)
- 4 нарукавних знаки «За знищений танк» в сріблі (26 травня, 1 серпня (двічі) і 3 жовтня 1944).
- Нагрудний знак ближнього бою
  - в бронзі (1 травня 1944)
  - в сріблі (9 квітня 1945)
- Лицарський хрест Залізного хреста з дубовим листям
  - лицарський хрест (25 липня 1944)
  - дубове листя (№677; 9 грудня 1944)